# Мугер
Мугер — одна з ефіопосемітських мов Ефіопії, що належить до західноґураґських мов. Мова розповсюджена у Регіоні Народів та народностей півдня у Ефіопії. Мова має два діалекти.